# Xanthopan
Xanthopan é um gênero monotípico, proposto por Rothschild & Jordan em 1903, de mariposa pertencente à família Sphingidae, contendo a espécie africana Xanthopan morgani (Walker. 1856). Xanthopan tem trombas que medem 6,6 centímetros a mais, em média, mas algumas espécies podem ter uma tromba que mede impressionantes 28,5 centímetros.